# 盧格 (大別列茲尼區)
48°58′57″N 22°46′44″E / 48.98250°N 22.77889°E
盧赫（烏克蘭語：Луг）是烏克蘭西部的村莊，隸屬外喀爾巴阡州的烏日霍羅德區。該村面積28.77平方公里，海拔高度452米，2001年人口434，人口密度每平方公里15.09人。